# Petrus (vin)
Pour les articles homonymes, voir Petrus.
Petrus est un vin français d’appellation d’origine contrôlée (AOC) de la région viticole de Pomerol près de Bordeaux, dont il a l'appellation. 
Bien que les vins de la commune de Pomerol ne fassent pas partie de la classification officielle des vins de Bordeaux de 1855, Petrus est considéré comme un des plus grands bordeaux au même titre que des grands crus classés du Médoc tels que Château Latour, Château Lafite Rothschild, Château Mouton Rothschild, Château Margaux, ou un pessac-léognan du Château Haut-Brion et des vins de saint-émilion comme Château Angélus, Château Ausone, Château Pavie, Château Cheval Blanc.

## Histoire

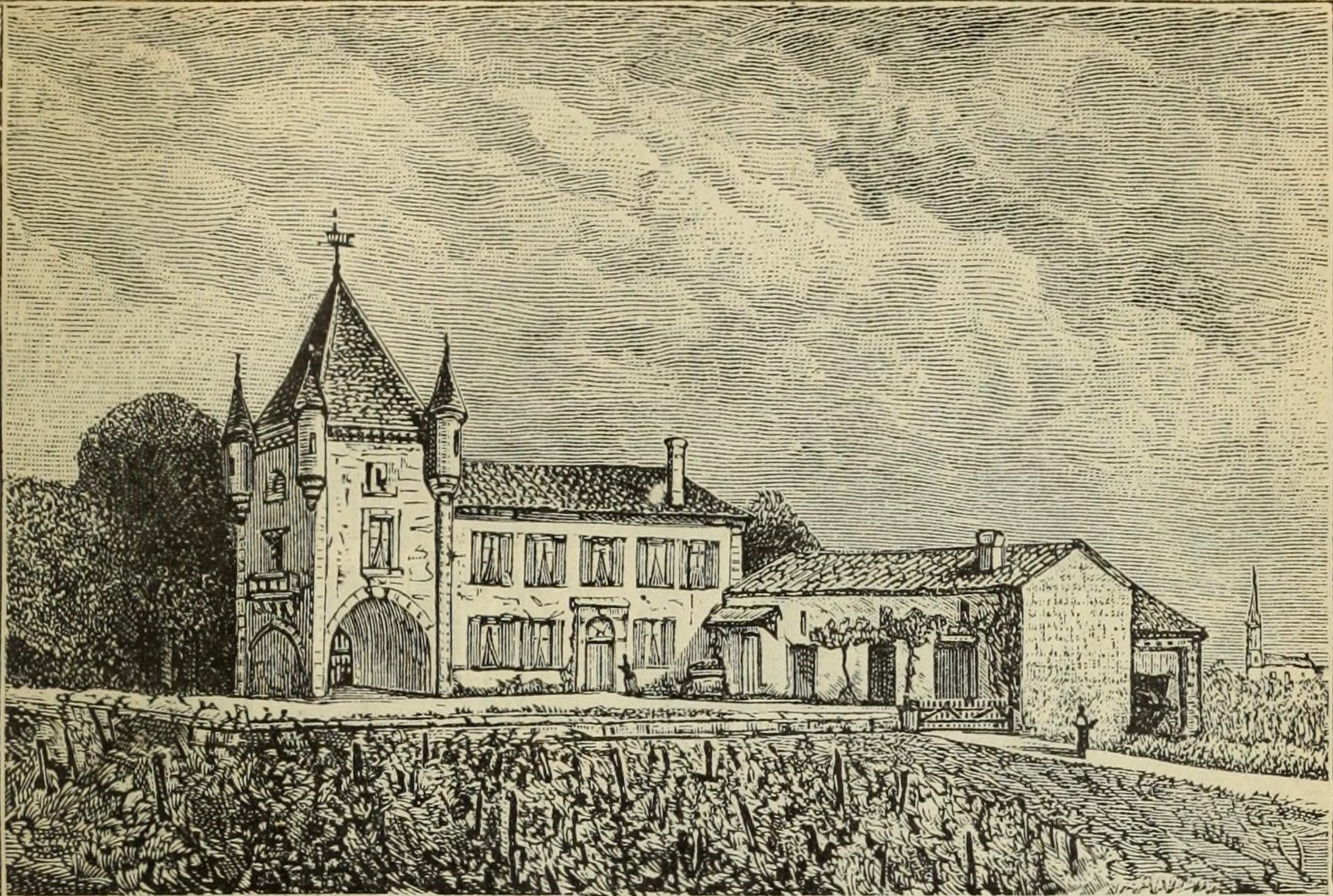
Le domaine Petrus en 1886.

Le domaine Petrus (qui ne possède pas de château) tire son nom du lieu-dit sur lequel sont installées ses terres. Ce lieu aurait été nommé d'après saint Pierre (Petrus en latin). Il est représenté tenant les clés du paradis sur l'étiquette des vins Petrus.
Accoler la dénomination « Château » devant le nom « Petrus », à l'instar de nombreux grands crus, est en quelque sorte inexact puisqu'il n'y a pas de château érigé dans le domaine. Un chai, reconstitué récemment, marque simplement la présence du cru de Petrus.
Tout d'abord propriété de la famille Arnaud, le domaine est en partie acheté en 1925 par Marie-Louise Loubat, une hôtelière de Libourne, puis acquis par celle-ci dans sa totalité en 1945. Pour concurrencer les grands vins de Médoc, Mme Loubat œuvre pour tirer le meilleur parti de son terroir.
Elle s’associe en 1947 avec Jean-Pierre Moueix, un négociant en vin libournais. Tous les deux vont parcourir le monde pour faire reconnaître leur Petrus : en 1947, Marie-Louise Loubat présente ses bouteilles aux grands d’Angleterre lors du banquet du mariage d’Élisabeth II. Jean-Pierre Moueix fait connaître Petrus à la famille Kennedy qui en font leur vin favori.
En 1970 le rachat de 4,5 hectares au voisin château Gazin fait passer la surface de Petrus de 7 à 11,5 hectares.
Depuis 2001, le domaine appartient à Jean-François Moueix, fils de Jean-Pierre Moueix, et c'est Christian Moueix, son autre fils, qui en assure la gestion jusqu'en 2008. Le vin est élaboré par l'œnologue Jean-Claude Berrouet. Ce dernier cède sa place fin 2008 à son fils Olivier Berrouet. La direction générale est assurée par le fils de Jean-François Moueix, Jean Moueix, depuis 2014.
En septembre 2018, l'entourage de Jean-François Moueix confirme que 20 pour cent du capital ont été vendus à un milliardaire américain d’origine colombienne Alejandro Santo Domingo (en),.

## Terroir

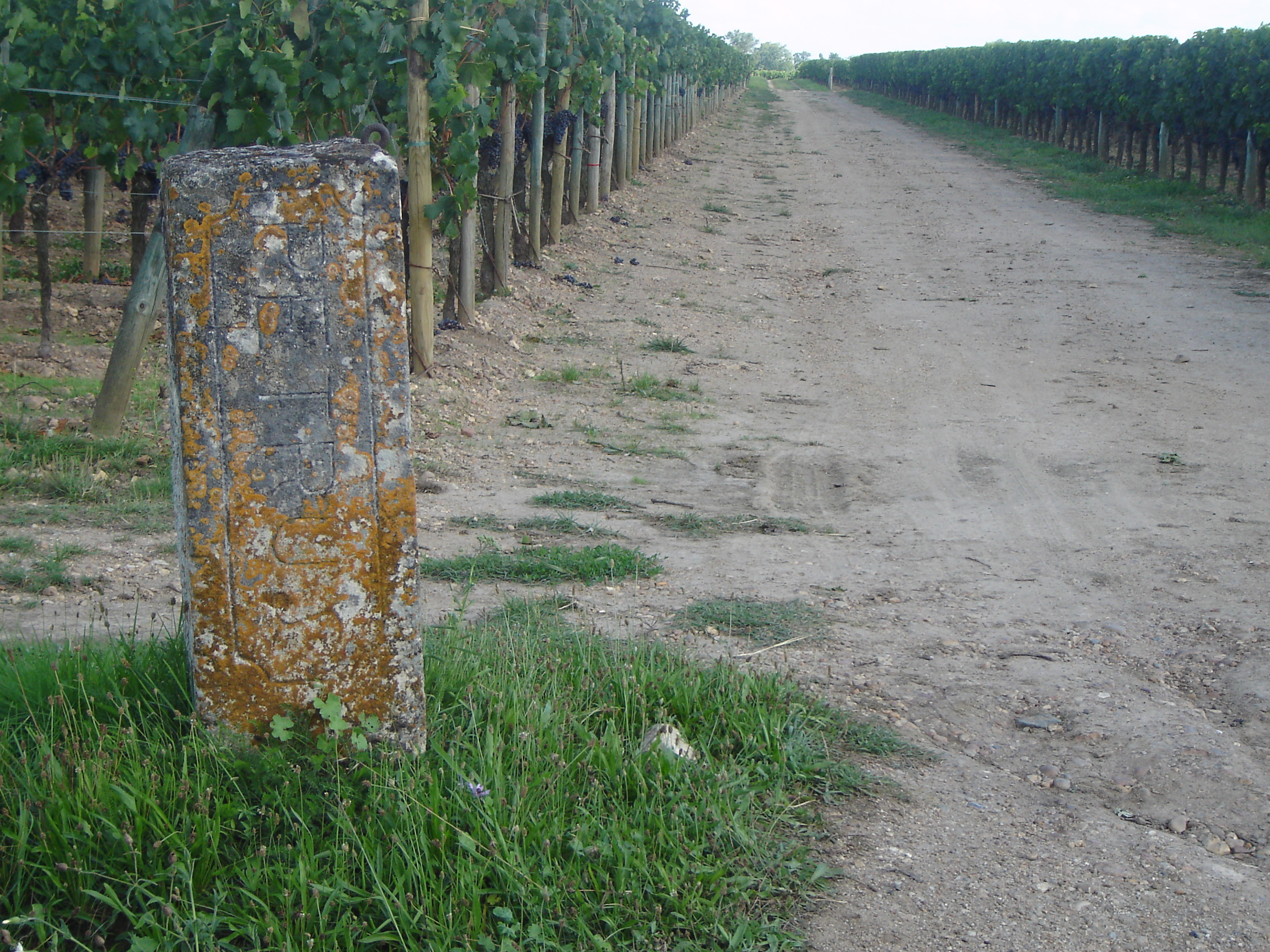
Terre argileuse en surface de Petrus.

Situé sur la commune de Pomerol, le vignoble se trouve sur le point culminant d'un plateau qui s’étend au nord-est de Libourne et jusqu’à la limite ouest de Saint-Émilion, en haut d'une butte appelée la Boutonnière. La surface du vignoble est de 11,4 ha avec une densité de 6 000 pieds/ha.
La composition du sol est unique : un mélange de graves et d'argile bleue qui possède un pourcentage élevé de fer, beaucoup plus que dans les propriétés environnantes. Cette argile permet de retenir un volume d’eau plus important et d’assurer à la vigne une alimentation régulière même en cas de sécheresse prolongée.

## Encépagement
Depuis la fin de 2010, l'encépagement est constitué de 100 % de merlot avec des vignes ayant une moyenne d'âge élevée, de plus de 40 ans. Ce cépage est constitué de baies noires, moyennes et rondes. L'administration du domaine apporte un soin tout particulier pour maximiser la qualité de la récolte.

## Vins

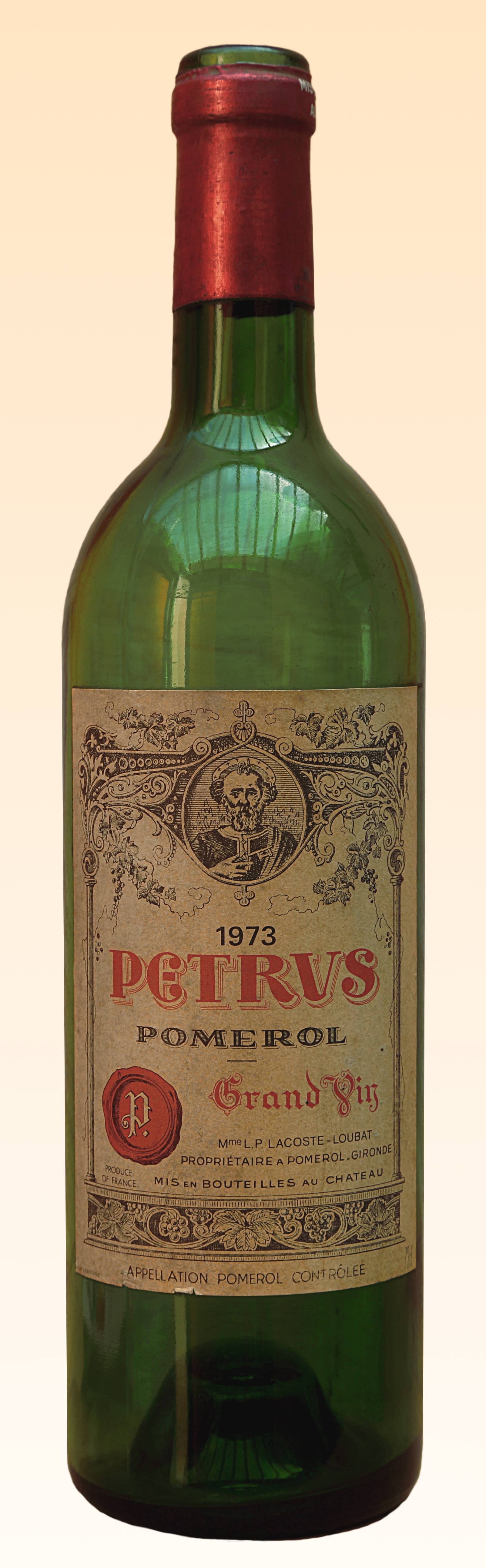
Bouteille de Petrus 1973.

Petrus produit en moyenne 30 000 bouteilles par an. Les raisins sont vendangés à la main et vinifiés dans des cuves en ciment. Le vin est élevé entre 12 et 16 mois en barriques de chêne dont la moitié de neuves, avant la mise en bouteilles.

### Description
Le vin est caractérisé par une grande élégance, un nez complexe et puissant et un fruit particulièrement opulent. Le guide des vins Bettane et Desseauve (2016) décrit Petrus de la façon suivante : 

« Avec sa tension raffinée et profonde et ce qu’il faut de densité, sa texture de taffetas et ses retours floraux, Petrus est un vin qui rayonne et qui s’impose progressivement à vous. »

### Millésimes
Les grandes années unanimement reconnues sont 1929, 1945, 1947, 1961, 1964, 1982, 1989, 1990, 2000, 2005, 2009 et 2010. En 1956, 1965 et de 1991, les récoltes ne permirent pas de faire un vin d’une qualité suffisante et ces millésimes n’existent donc pas. Les années 1963, 1968, 1977 ou 1984 n’existent qu’en très petite quantité pour la même raison.
Les millésimes 1921, 1929, 1947, 1961, 1989, 1990, 2000, 2009 et 2010 ont tous reçu la note de 100/100 de la part du critique Robert Parker.
| 2014 | 2013  | 2012   | 2011 | 2010 | 2009   | 2008   | 2007 | 2006 | 2005 | 2004 | 2003 | 2002 | 2001 | 2000 | 1999 | 1998 | 1997 | 1996 | 1995 |
| 93   | 90/93 | 95-98+ | 95   | 100  | 96/100 | 98/100 | 92   | 93+  | 96   | 93   | 95   | 90   | 95   | 100  | 94   | 100  | 91   | 92   | 95+  |

### Économie
Le prix d'une bouteille varie de 1 000 € pour un « petit » millésime à plus de 2 500 € pour un grand millésime, voire 6 000 € pour un millésime exceptionnel comme 1947 ou 1961. D'après le site Wine-searcher, Petrus est le sixième vin le plus cher du monde, après cinq crus de Bourgogne, et un prix moyen tous millésimes et pays confondus de 625 000 US$ (2013). [pas clair]

## Culture populaire

### Littérature
- Le Petrus est le vin qu'Hercule Poirot boit dans Mort sur le Nil.
- Un personnage du roman Rue des Boutiques obscures de Patrick Modiano propose ce vin au début du livre.

### Cinéma, télévision
- On voit un Petrus au début du film À la dérive avec Madonna, présenté comme un des produits de la jet set.
- Le Petrus est le vin préféré de Cheon Song Yi dans le drame coréen Mon amour venu des étoiles. Elle le commande au restaurant de la Tour Namsan, et il lui est servi empoisonné.
- Dans le film Un traître idéal , Ewan McGregor se délecte d'un verre de ce vin.
- Dans le film En mai, fais ce qu’il te plaît, Laurent Gerra propose au soldat écossais Percy de boire un Petrus de 1908.
- Dans la série télévisée H, le personnage Sabri se rend dans un grand restaurant et demande un renseignement au serveur concernant le Petrus 1962[note 1].